# Luiz Cesar Póvoa
Luiz Cesar Póvoa (Rio de Janeiro, 22 de Maio de 1937 – Rio de Janeiro, 15 de dezembro de 2012) foi um médico endocrinologista, cientista, professor e membro da Academia Nacional de Medicina.
Foi um dos grandes especialistas na área de Endocrinologia e Metabologia, sendo reconhecido internacionalmente como um dos principais líderes neste campo. Luiz Cesar Póvoa distinguiu-se por seu espírito empreendedor e sua capacidade de enxergar a frente de seu tempo. Forneceu importante contribuição para o desenvolvimento da área em um amplo espectro de atividades, incluindo prática clínica, pesquisa, ensino, publicação científica e formação profissional. Constam de seu currículo mais de 100 títulos acadêmicos, profissionais e honoríficos.
Um dos mais importantes legados de Luiz Cesar Póvoa foi sua responsabilidade pela formação de mais de 500 jovens endocrinologistas de diversas nacionalidades, que ensaiaram os primeiros passos na especialidade sob sua orientação — sendo que muitos destes são hoje expoentes da endocrinologia.

## Formação

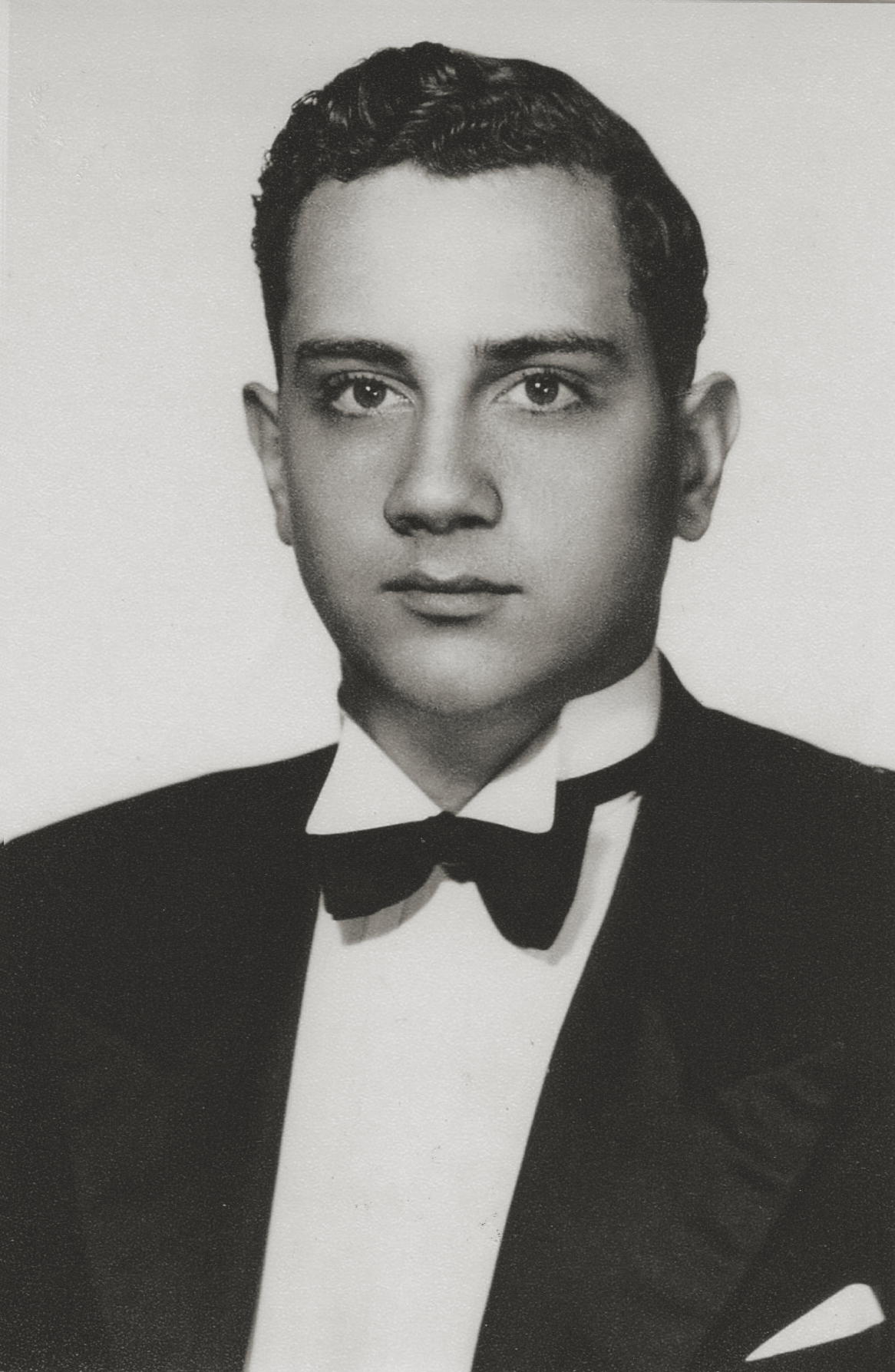
Luiz Cesar Póvoa (circa 1954)

Fez o curso completo do Colégio Santo Inácio em Botafogo no Rio de Janeiro, graduando-se em 1954. Ingressou posteriormente na Universidade Federal do Rio de Janeiro (UFRJ) então no campus da Praia Vermelha, aonde graduou-se em 1960. Especializou-se em Endocrinologia pela Pontifícia Universidade Católica (PUC-RJ) em 1962. Doutorado em Endocrinologia na UFRJ em 1972, onde ingressou no mesmo ano como Livre-docente.

## Carreira

### IEDE (Instituto Estadual de Diabetes e Endocrinologia)
Luiz Cesar Póvoa foi diretor do IEDE (Instituto Estadual de Diabetes e Endocrinologia) por 15 anos, aonde desenvolveu um centro de excelência em prática clínica e pesquisa sobre diagnóstico e tratamento de patologias endócrinas. Teve autoria ou orientou centenas de artigos científicos, muitos deles
em periódicos de alto impacto, como o New England Journal of Medicine; Diabetes Care; The Journal of Clinical Endocrinology and Metabolism (JCEM); Metabolism, clinical and experimental; Diabetologia (The official journal of European Association for the Study of Diabetes); Archives of General Psychiatry; European Heart Journal; Diabetes, Obesity & Metabolism e muitos outros.

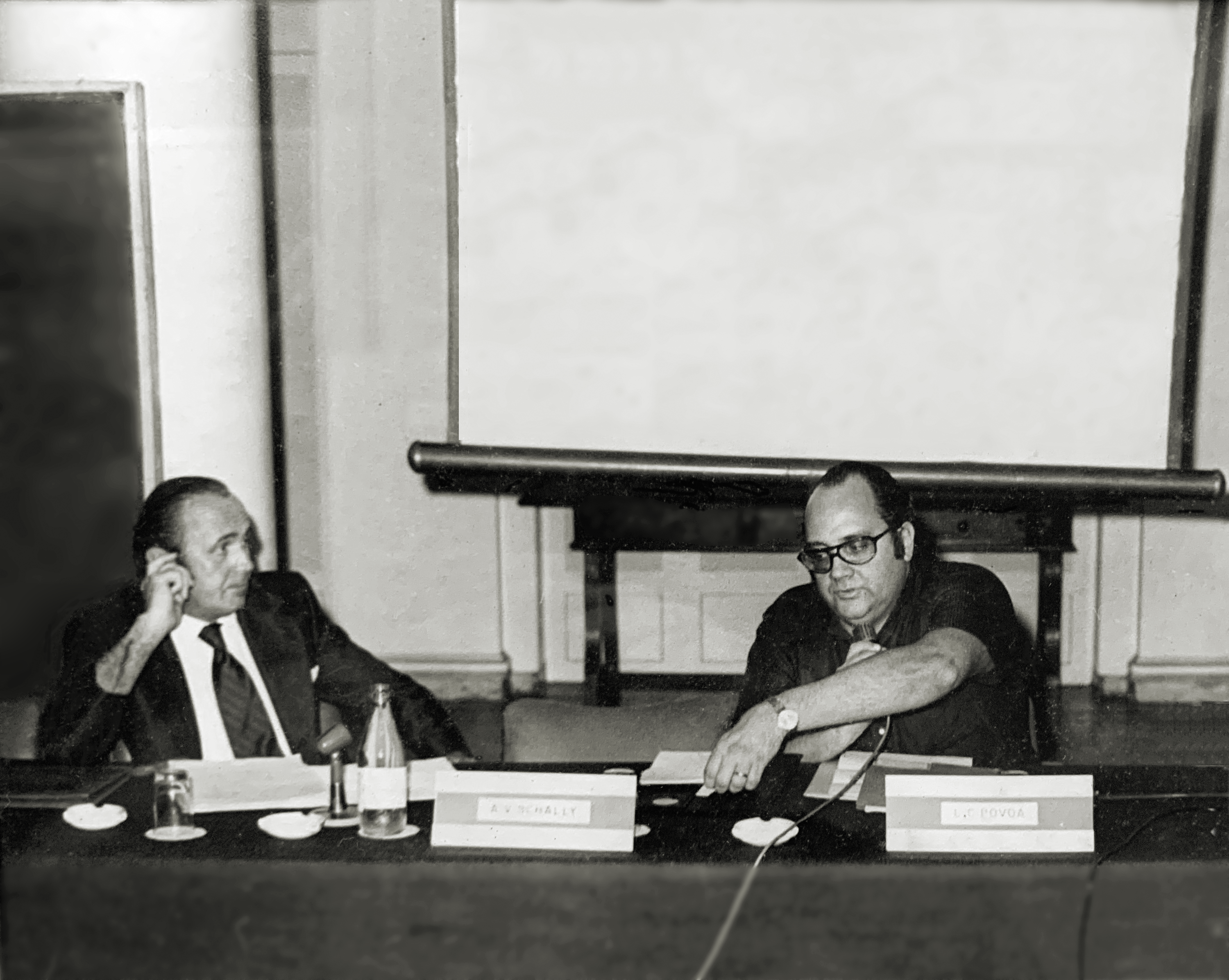
Andrew Schally e Luiz Cesar Póvoa no VI Encontro do IEDE, Hotel Glória, Rio de Janeiro (1977)

Na década de 70 convidou ao Instituto e iniciou colaboração com o endocrinologista Andrew Schally da Tulane University, e que viria a ser laureado com o Prêmio Nobel de medicina (1977) pelo isolamento e síntese dos primeiros neuro-hormônios conhecidos. Luiz Cesar Póvoa foi convidado e atendeu a cerimônia de premiação do Nobel em Estocolmo.

### Academia Nacional de Medicina
Luiz Cesar Póvoa foi Membro Titular da Academia Nacional de Medicina desde 1983, quando assumiu a cadeira número 6.

### Mundo Acadêmico
- Professor Titular da UFRJ
- Professor Emérito e  Decano do Centro de Ciências Biológicas e de Medicina da PUC-Rio, tendo participado da coordenação do curso de pós-graduação em endocrinologia desde sua criação, em 1962. Atualmente é o curso de especialização em endocrinologia com maior número de alunos do Brasil.[3] No ano de 2010 foi homenageado com a medalha comemorativa dos 70 anos da PUC-Rio.

### Congressos e Simpósios
Luiz Cesar Póvoa exerceu atividades didático-pedagógicas, organizando junto as suas equipes mais de 200 congressos, jornadas, encontros, cursos e simpósios; regionais, nacionais, continentais ou mundiais — no Brasil e no exterior.

### Outros Títulos e Associações
- Membro da The Endocrine Society
- Membro da American Association for the Advancement of Science (Nova York)
- Consultor do Conselho Nacional de Desenvolvimento Científico e Tecnológico (CNPq)
- Membro da Sociedade Franco-Brasileira de Medicina
- Membro da Sociedade Latino-Americana de Tiroide
- Fellow Member da Inter American Medical and Health Association
- Membro da Sociedade Boliviana de Endocrinologia e Nutrição
- Titular da Academia Fluminense de Medicina[4]
- Membro Titular do Colégio Brasileiro de Cirurgiões
- Presidente da Comissão de História da Sociedade Brasileira de Endocrinologia e Metabologia (biênio 2009-2010)
- Presidente da Fundação Francisco Arduíno
- Presidente da Diretoria Regional da Guanabara da Sociedade Brasileira de Endocrinologia e Metabologia (biênio 1970-1972)

## Vida Pessoal
Luiz Cesar Póvoa nasceu em 22 de Maio de 1937 no Rio de Janeiro, RJ. Filho do médico patologista e também membro da Academia Nacional de Medicina Helion de Menezes Póvoa e Maria Nair Pires Ferreira Póvoa.
Casou-se em 1963 com Angela Maria Fernandes Pavan e tiveram 2 filhos: Marcello Pavan Póvoa (que lhe deu 2 netos), e Alexandre Pavan Póvoa (que lhe deu 2 netos).
Faleceu no dia 15 de dezembro de 2012 em Búzios, RJ durante o 41° Encontro Anual do Instituto Estadual de Diabetes e Endocrinologia (IEDE), evento que ajudou a criar.

## Clube de Regatas Flamengo
Luiz Cesar Póvoa foi sócio Grande-Benemérito, conselheiro e membro da comissão de reforma do estatuto (1992) do Clube de Regatas Flamengo, o qual foi torcedor apaixonado por toda a sua vida.

## Homenagenspost mortem

### Prêmio Luiz Cesar Póvoa

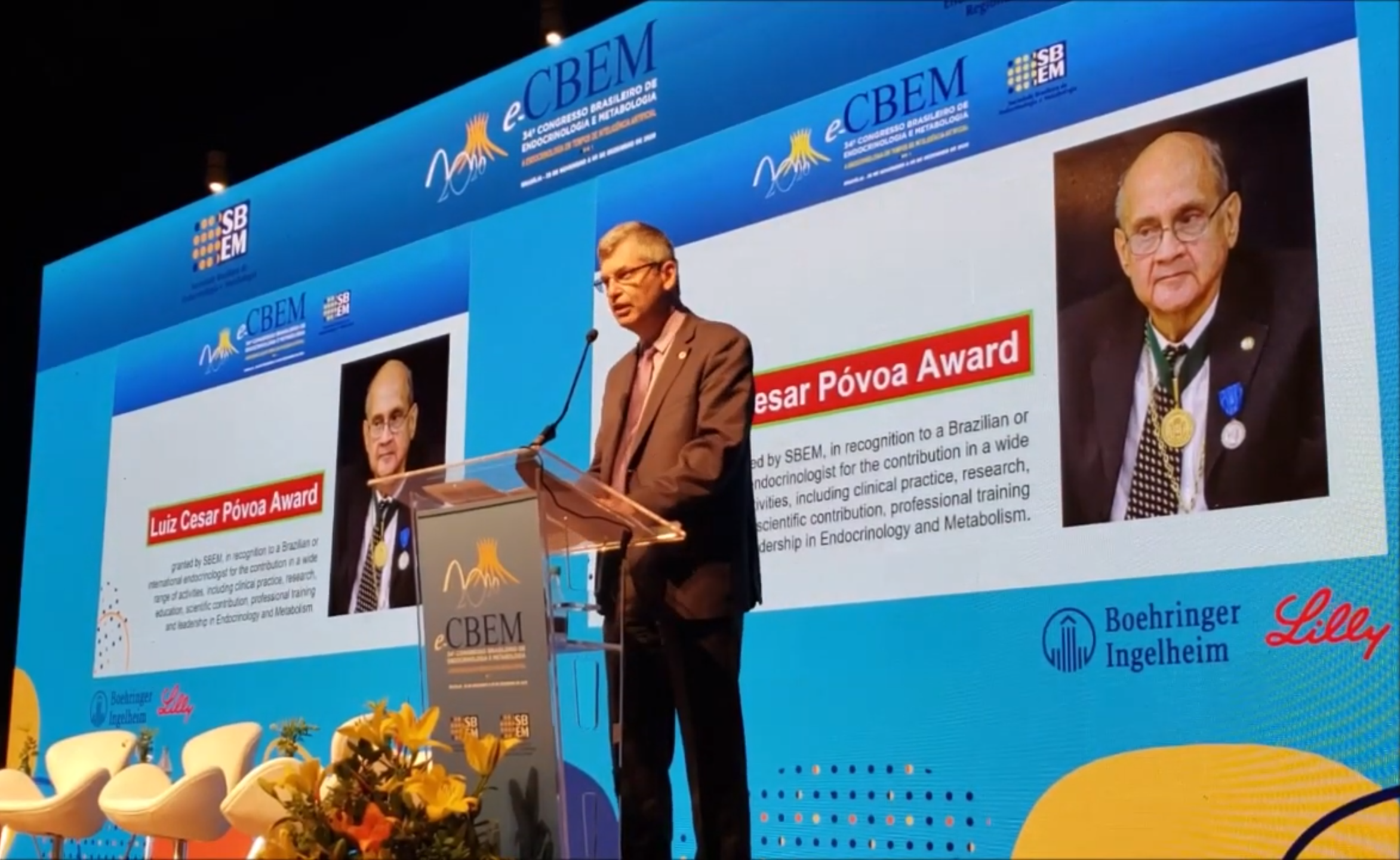
Anúncio do vencedor do Prêmio Luiz Cesar Póvoa no Congresso Brasileiro de Endocrinologia e Metabologia (2020)

A Sociedade Brasileira de Endocrinologia e Metabologia (SBEM) realiza anualmente o Congresso Brasileiro de Endocrinologia e Metabologia, no qual outorga o "Prêmio Luiz César Póvoa" ao endocrinologista ou pesquisador brasileiro ou não brasileiro, em reconhecimento pela contribuição clínica, científica e acadêmica à especialidade.

### Medalha Luiz Cesar Póvoa
A Pontifícia Universidade Católica do Rio de Janeiro (PUC-Rio) premia com a "Medalha Luiz Cesar Póvoa" o aluno(a) que mais se destacou em sua turma na conclusão do Curso de Especialização em Endocrinologia.

## Publicações
- Póvoa, Luiz Cesar (2018). Fragmentos da História da Endocrinologia no Brasil. Rio de Janeiro: MCR
- Póvoa, Luiz Cesar (2000). História da Endocrinologia no Brasil. [S.l.]: Diagraphic
- Lemgruber, Ivan; Póvoa, Luiz Cesar; Carneiro, Roberto (1999). Perimenopausa Climaterio E Senectude Aspectos Clinicos Diagnostico e Tratamento. Rio de Janeiro: REVINTER. ISBN 978-8573092783
- Meirelles, Ricardo; Machado, Alvaro; Póvoa, Luiz Cesar, ed. (1988). Clinical endocrinology: Proceedings of the 18th Brazilian Congress of Endocrinology and Metabolism. Rio de Janeiro, Brazil: Sole distributors for the USA and Canada, Elsevier Science Pub. Co. ISBN 978-0444810397
- Póvoa, Luiz Cesar (1984).  Póvoa, Luiz Cesar, ed. "Endocrinologia, Medicina Interna". São Paulo: Sarvier